# La Cropte
La Cropte ist eine französische Gemeinde mit 226 Einwohnern (Stand: 1. Januar 2022) im Département Mayenne in der Region Pays de la Loire in Frankreich. Einwohner der Gemeinde werden Croptois genannt. Die Gemeinde gehört zum Arrondissement Château-Gontier (bis 2017: Arrondissement Laval) und zum Kanton Meslay-du-Maine.

## Geographie
La Cropte liegt etwa 25 Kilometer südöstlich von Laval am Fluss Vaige, in den hier auch sein Zufluss Buru einmündet. Umgeben wird La Cropte von den Nachbargemeinden Saint-Denis-du-Maine im Norden und Nordwesten, La Bazouge-de-Chemeré im Norden, Chémeré-le-Roi im Osten und Nordosten, Préaux im Osten und Südosten, Le Buret im Süden sowie Meslay-du-Maine im Westen.

## Einwohnerentwicklung
| Jahr                       | 1962 | 1968 | 1975 | 1982 | 1990 | 1999 | 2006 | 2019 | 2021 |
| Einwohner                  | 389  | 315  | 250  | 223  | 243  | 239  | 223  | 210  | 217  |
| Quellen: Cassini und INSEE |      |      |      |      |      |      |      |      |      |

## Sehenswürdigkeiten
- Kirche Saint-Pierre-et-Saint-Paul
- Ehemalige Kirche, der Glockenturm ist Monument historique
- Schloss La Carrière aus dem 19./20. Jahrhundert
- Höhle Le Rocher

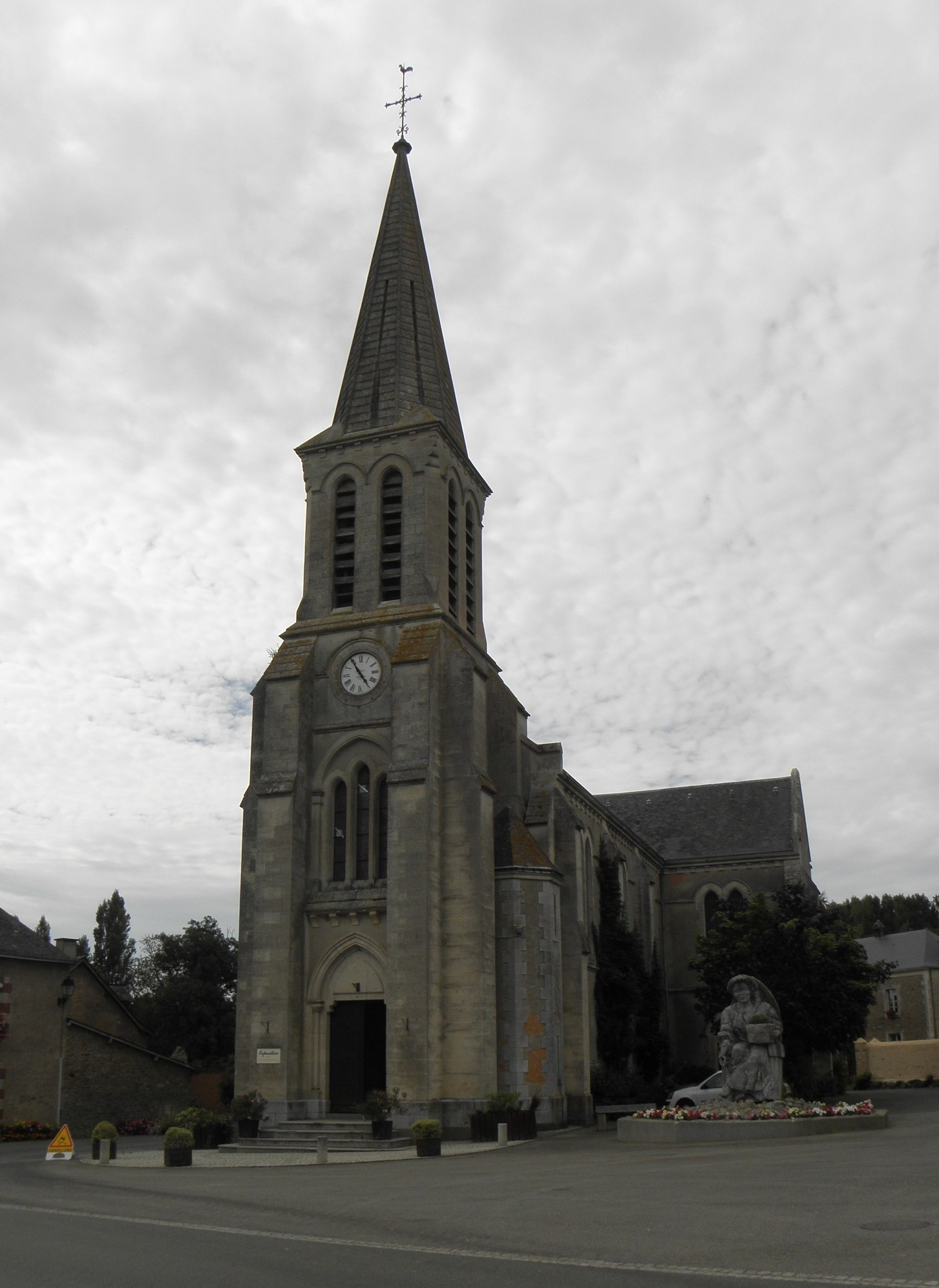
Kirche Saint-Pierre-et-Saint-Paul
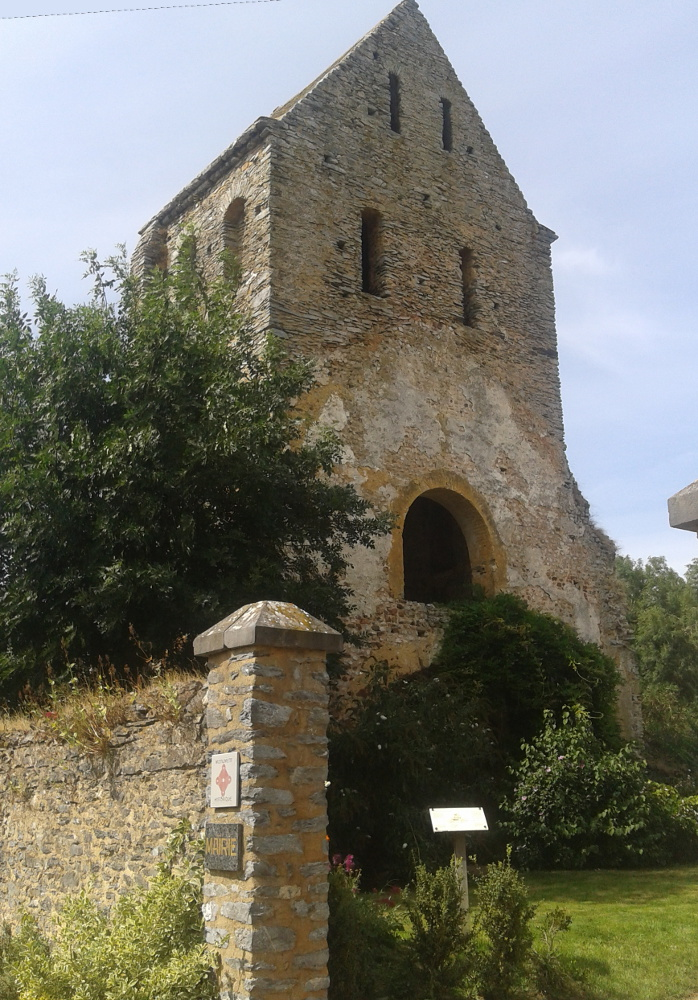
Glockenturm der ehemaligen Kirche

## Gemeindepartnerschaft
Mit der französischen Gemeinde Lacropte im Département Dordogne besteht eine Partnerschaft.